# ハイテンション! 我っが人生!/轍
「ハイテンション! 我っが人生!/轍」（ハイテンション わっがじんせい/わだち）は、チャオ ベッラ チンクエッティのメジャー12作目、通算20作目のシングル。2017年8月2日にアップフロントワークス（PICCOLO TOWNレーベル）から発売された。

## 概要
- 初回生産限定盤と通常盤A、Bの3形態でリリースされた。初回生産限定盤にはミュージック・ビデオを収録したDVDが同梱されており、通常盤には「ハイテンション! 我っが人生!」のなんちゃってサンバmixが収録されている[2]。
- 本作がチャオ ベッラ チンクエッティのCDでリリースされた最後の作品となった。

## 収録曲

### 初回生産限定盤
1. ハイテンション! 我っが人生!
作詞・作曲・編曲：夢野氏郷
2. 轍
作詞：渡辺未来/鈴木静那　作曲・編曲：渡辺未来
3. ハイテンション! 我っが人生! (Instrumental)
4. 轍 (Instrumental)

#### 初回生産限定盤付属DVD
1. ハイテンション! 我っが人生! (Music Video)
2. 轍 (Music Video)

### 通常盤A、B
1. ハイテンション! 我っが人生!
2. 轍
3. ハイテンション! 我っが人生! (なんちゃってサンバmix)
作詞・作曲：夢野氏郷　編曲：成田忍
4. ハイテンション! 我っが人生! (Instrumental)
5. 轍 (Instrumental)